# La Chapelle-Saint-Laud
La Chapelle-Saint-Laud és un municipi francès situat al departament de Maine i Loira i a la regió de País del Loira. L'any 2007 tenia 589 habitants.

## Demografia

### Població
El 2007 la població de fet de La Chapelle-Saint-Laud era de 589 persones. Hi havia 214 famílies de les quals 36 eren unipersonals (16 homes vivint sols i 20 dones vivint soles), 57 parelles sense fills, 97 parelles amb fills i 24 famílies monoparentals amb fills.
La població ha evolucionat segons el següent gràfic:
Habitants censats

### Habitatges
El 2007 hi havia 247 habitatges, 216 eren l'habitatge principal de la família, 18 eren segones residències i 12 estaven desocupats. 244 eren cases i 2 eren apartaments. Dels 216 habitatges principals, 180 estaven ocupats pels seus propietaris, 33 estaven llogats i ocupats pels llogaters i 3 estaven cedits a títol gratuït; 6 tenien dues cambres, 35 en tenien tres, 50 en tenien quatre i 125 en tenien cinc o més. 174 habitatges disposaven pel capbaix d'una plaça de pàrquing. A 70 habitatges hi havia un automòbil i a 131 n'hi havia dos o més.

### Piràmide de població
La piràmide de població per edats i sexe el 2009 era:
| Homes | Edats   | Dones |
| ----- | ------- | ----- |
| 0     | 95 o +  | 0     |
| 0     | 90 a 94 | 0     |
| 0     | 85 a 89 | 0     |
| 0     | 80 a 84 | 0     |
| 0     | 75 a 79 | 12    |
| 16    | 70 a 74 | 4     |
| 16    | 65 a 69 | 16    |
| 12    | 60 a 64 | 20    |
| 8     | 55 a 59 | 12    |
| 24    | 50 a 54 | 0     |
| 12    | 45 a 49 | 12    |
| 20    | 40 a 44 | 8     |
| 16    | 35 a 39 | 32    |
| 16    | 30 a 34 | 4     |
| 12    | 25 a 29 | 24    |
| 4     | 20 a 24 | 12    |
| 16    | 15 a 19 | 4     |
| 4     | 10 a 14 | 4     |
| 12    | 5 a 9   | 20    |
| 16    | 0 a 4   | 24    |

## Economia
El 2007 la població en edat de treballar era de 356 persones, 280 eren actives i 76 eren inactives. De les 280 persones actives 258 estaven ocupades (129 homes i 129 dones) i 21 estaven aturades (9 homes i 12 dones). De les 76 persones inactives 34 estaven jubilades, 18 estaven estudiant i 24 estaven classificades com a «altres inactius».

### Ingressos
El 2009 a La Chapelle-Saint-Laud hi havia 220 unitats fiscals que integraven 625 persones, la mediana anual d'ingressos fiscals per persona era de 17.075 €.

### Activitats econòmiques
Dels 8 establiments que hi havia el 2007, 1 era d'una empresa de construcció, 2 d'empreses de comerç i reparació d'automòbils, 1 d'una empresa d'hostatgeria i restauració, 1 d'una empresa d'informació i comunicació, 1 d'una empresa de serveis i 2 d'empreses classificades com a «altres activitats de serveis».
L'any 2000 a La Chapelle-Saint-Laud hi havia 14 explotacions agrícoles que ocupaven un total de 294 hectàrees.

## Equipaments sanitaris i escolars
El 2009 hi havia una escola elemental.

## Poblacions més properes
El següent diagrama mostra les poblacions més properes.